# Джексон, Джесси
Дже́сси Лу́ис Дже́ксон-старший (англ. Jesse Louis Jackson Sr.; род. 8 октября 1941) — американский общественный и религиозный деятель, правозащитник и политик. Отец бывшего члена Палаты представителей США, Джесси Джексона-младшего.

## Биография
Родился в городе Гринвилл (Южная Каролина). Его биологический отец Ноа Луис Робинсон (англ. Noah Louis Robinson), бывший профессиональный боксёр и известная фигура в чернокожем сообществе, был к моменту рождения Джесси женат на другой женщине и не принимал участия в воспитании сына. Через два года после рождения Джесси его мать вышла замуж за Чарльза Генри Джексона (англ. Charles Henry Jackson), который усыновил Джесси через 14 лет.
Джексон посещал Чикагскую теологическую семинарию, но оставил её в 1966 году, чтобы полностью сконцентрироваться на правозащитной деятельности. Он был рукоположён в баптистские священники в 1968 году, хотя и не имел законченного богословского образования.

### Правозащитная деятельность

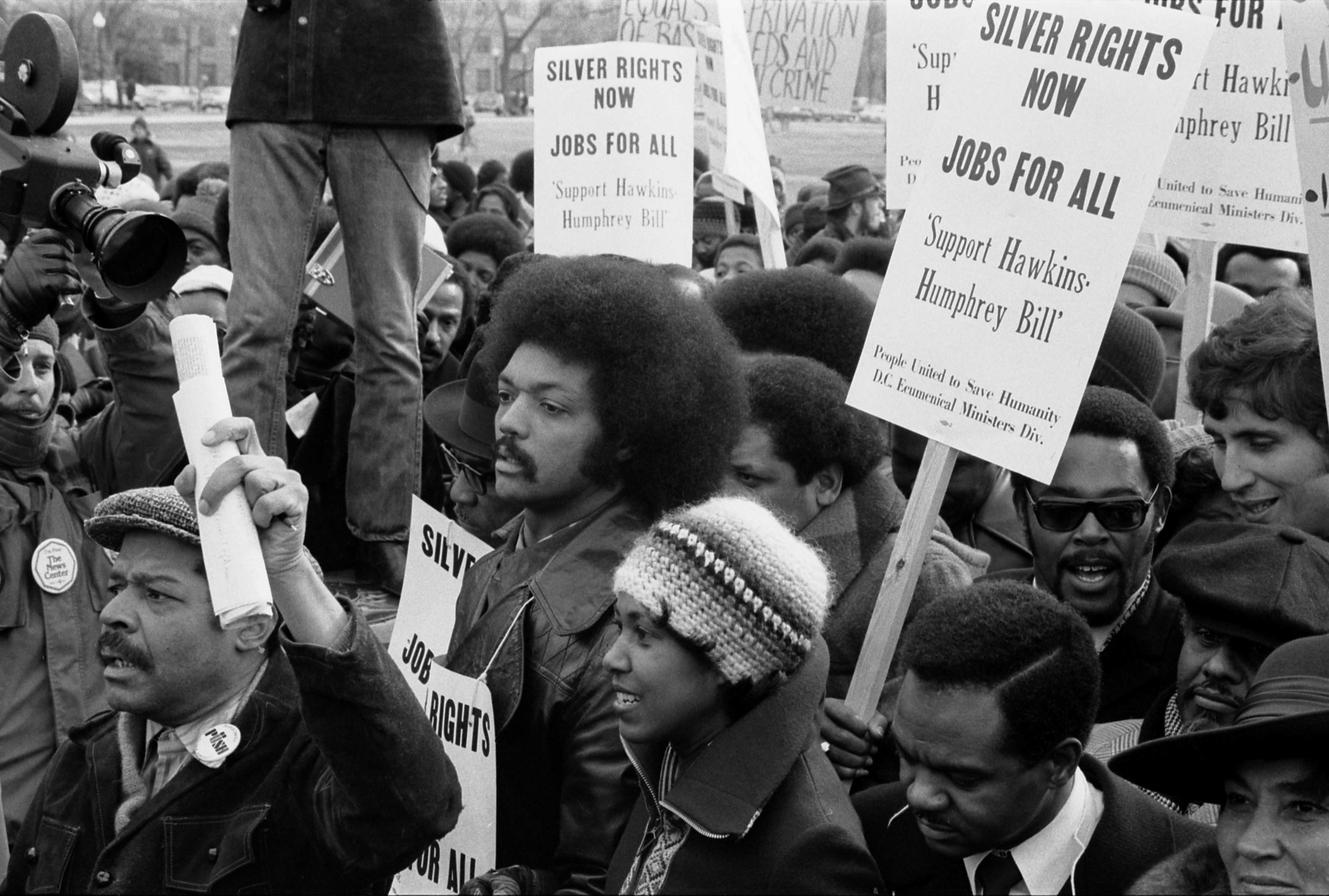
Джесси Джексон у Белого дома, 15 января 1975

В 1965 году он присоединяется к Selma to Montgomery marches, организованному Мартином Лютером Кингом и другими лидерами движения за гражданские права в Алабаме. После этого он работал совместно с Мартином Лютером Кингом вплоть до трагической гибели последнего. Отвечал в возглавлявшейся M. Л. Кингом организации «Конференция южного христианского руководства» за экономическую программу.
В 1984 году Джексон организовал леволиберальную коалицию «Радуга» (Rainbow), которая в 1996 году объединилась с Операцией «Продвижение» (PUSH). Коалиция «Радуга» была призвана объединить социальные движения и угнетённые группы, страдающие от политики республиканской администрации Рейгана (включая расовые меньшинства, рабочие профсоюзы, безработных, работающих матерей, мелких фермеров, геев и лесбиянок).
Джексон принимал активное участие в международной деятельности. В 1983 году Джесси летал в Сирию, чтобы способствовать освобождению пилота ВМС США лейтенанта Роберта Гудмана, сбитого над Ливаном. После переговоров с сирийским президентом лейтенант был освобожден. В июне 1984 года по приглашению Фиделя Кастро посетил Кубу, где добился освобождения 24 граждан США.
Впоследствии он продолжал активные визиты в различные страны, охваченные конфликтами или имеющими напряжённые отношения с Вашингтоном. В августе 2005 года посетил Венесуэлу, чтобы встретиться с президентом Уго Чавесом, которого телепроповедник Пат Робертсон незадолго до этого публично призывал убить; Джексон подтвердил, что не нашёл никаких доказательств, что Венесуэла может представлять угрозу США.

### Президентские кампании

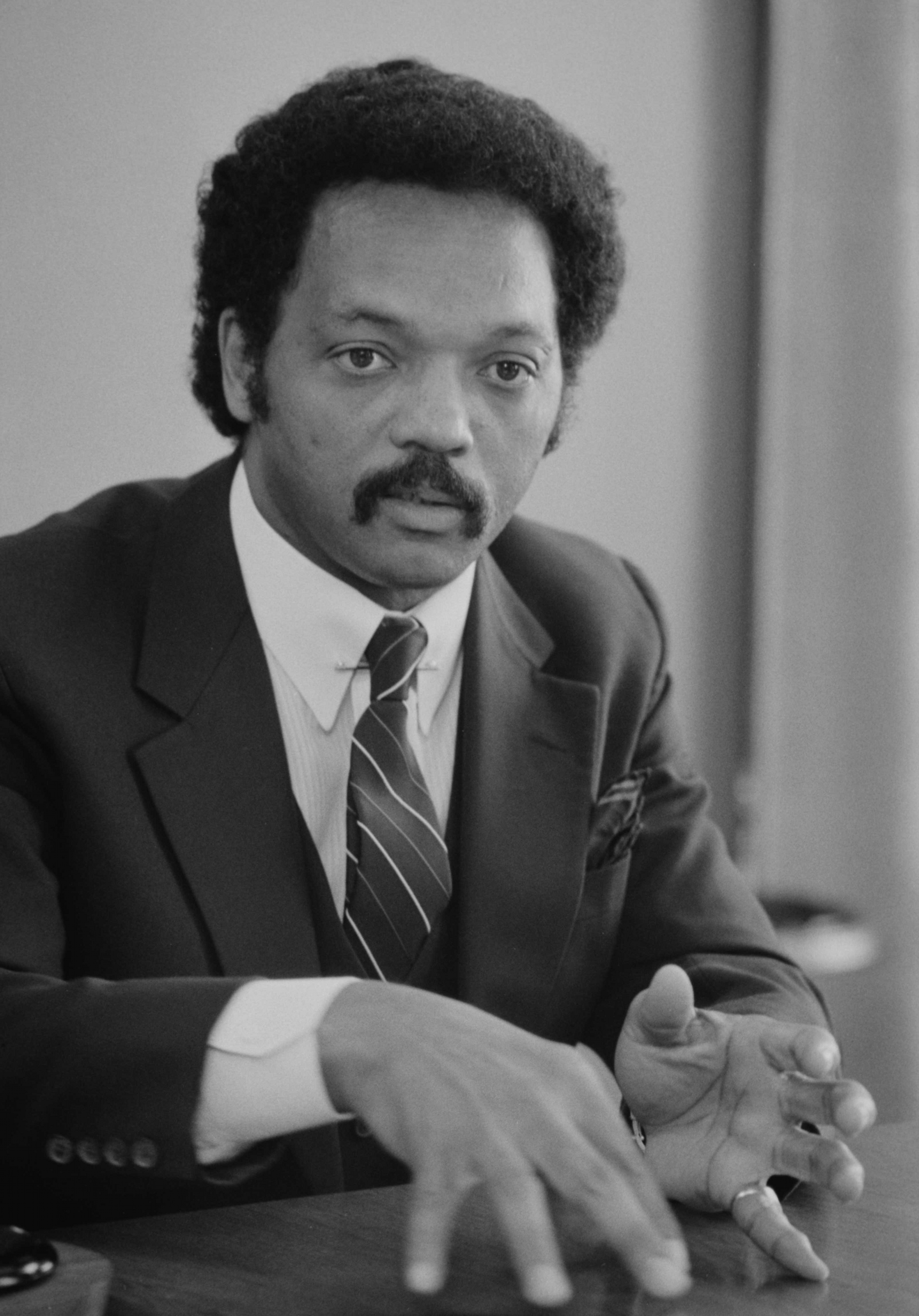
Джесси Джексон в 1983 году

Два раза Джесси Джексон принимал участие в президентских кампаниях. В 1984 году он стал вторым в истории афроамериканцем (после Ширли Чисхолм), кто выдвигал себя в кандидаты в президенты в общенациональном масштабе от Демократической партии. Ему удалось занять третье место после сенатора Гэри Харта (англ. Gary Hart) и бывшего вице-президента Уолтера Мондейла (англ. Walter Mondale).
В 1988 году он снова выставляет свою кандидатуру на праймериз от Демократической партии. Он фактически удвоил свой предыдущий результат по числу голосов (6,9 миллиона в 1988 против 3,5 миллионов голосов в 1984 году), победив в 14 штатах и уступив лишь Майклу Дукакису. Оба раза Джексон выступал с прогрессивной программой, предусматривавшей кейнсианскую экономическую политику в противовес рейганомике (в том числе сохранение социальных выплат вместо сокращения налогов на богатых), введение всеобщего бесплатного здравоохранения, изоляцию режима апартеида в ЮАР, прекращение гонки вооружений и сокращение расходов на оборону минимум на 15 %.

### Настоящее время
Позже Джексон был уличен во внебрачной связи со своей помощницей Кэрин Стэнфорд (англ. Karin Stanford). Она заставила Джексона признаться в отцовстве её ребёнка. Он был замешан и в нескольких других скандалах.
В июле 2008 года он был вынужден извиниться за своё высказывание в адрес кандидата в президенты США Барака Обамы. Думая, что это только телефонный звонок, преподобный Джесси Джексон заявил: «Обама высокомерно относится к чернокожим». Однако оказалось, что слова передали в эфир телекомпании «Fox News». На следующий день он принёс извинения за свои слова, заявив, что реплика прозвучала резче, чем он хотел это сказать. В то же время сторонники Республиканской партии считали, что данный инцидент — не более, чем PR-ход, чтобы поднять престиж Обамы среди «белого» населения США, так как Джексон достаточно профессионален в телевизионном деле, чтобы знать, когда микрофон включён и когда идёт трансляция.

## В популярной культуре
- Фигурирует в первом эпизоде 11-го сезона («Извинения перед Джесси Джексоном») сериала «Южный парк»: Рэнди Марш вынужден был поцеловать его ягодицы в качестве извинений перед афроамериканцами за то, что на телешоу «Wheel of Fortune» в самом начале произнёс в прямом эфире слово «niggers» (нигеры). Также упоминается в 11-м эпизоде 3-го сезона («Кошмарный Марвин в космосе») того же сериала: в диалоге главных героев перед возвращением с планеты Марклар на Землю вероятность президентства Джесси Джексона саркастически сравнивается с вероятностью их повторного визита на эту планету.
- Фрагменты речи Джексона 1992 года под названием «You Do Not Stand Alone» (с англ. — «Ты не одинок») вошли в композицию Keep Hope Alive группы Crystal Method[4].